# Калининградская агломерация
Калинингра́дская агломера́ция — одна из двух балтийских агломераций России, находится в Калининградской области. Имеет моноцентрический характер, ядром агломерации является город Калининград. Из его спутников выделяются в первую очередь Балтийск и Светлогорск.

## Состав
Согласно «Программe комплексного развития транспортной инфраструктуры Калининградской городской агломерации» 2017 года в её состав входят 13 административных единиц региона: 7 городских (Калининград, Балтийский, Ладушкинский, Пионерский, Светловский, Светлогорский и Янтарный) и 6 муниципальных округов (Багратионовский, Гвардейский, Гурьевский, Зеленоградский, Полесский и Правдинский).
| МО                                  | Население, чел. (2025) |
| ----------------------------------- | ---------------------- |
| Калининград                         | ↘488 690               |
| Балтийский городской округ          | ↗29 289                |
| Ладушкинский городской округ        | ↗3745                  |
| Пионерский городской округ          | ↗12 928                |
| Светловский городской округ         | ↘27 486                |
| Светлогорский городской округ       | ↗21 165                |
| Янтарный городской округ            | ↘7206                  |
| Багратионовский муниципальный округ | ↗32 981                |
| Гвардейский муниципальный округ     | ↘28 931                |
| Гурьевский муниципальный округ      | ↗110 395               |
| Зеленоградский муниципальный округ  | ↗39 588                |
| Полесский муниципальный округ       | ↘17 007                |
| Правдинский муниципальный округ     | ↘18 045                |
| Итого                               | 837 456                |

## История
С 1990 по 2002 год Калининградская агломерация была одной из немногих агломераций РФ, демонстрировавших уверенный рост населения. За этот период её население возросло с 662 до 715 тыс. жителей. В пределах агломерации проживает более 75 % населения Калининградской области. Более того, по данным за 2010 год, Калининградская агломерация вмещала 88 % хозяйствующих объектов области и обеспечивала до 89 % её промпроизводства. В экономическом плане агломерация весьма диверсифицирована: включает в себя промышленные центры Советск и Черняховск, порты Балтийск и Светлый, а также курортные города Светлогорск и Зеленоградск. За период 1989—2007 годов в Калининградской агломерации значительно сократилось количество городских населённых пунктов в результате перевода посёлков городского типа в сельские населённые пункты.
В 130 км от Калининградской агломерации расположено польское Трёхградье (полицентрическая Гданьская агломерация) с населением 746 963 жителей (2014).
Несмотря на близость, между этими агломерациями экономические связи были и остаются исторически слабо развитыми.